# Freundsam
Freundsam ist eine Ortschaft in der Gemeinde Liebenfels im Bezirk Sankt Veit an der Glan in Kärnten (Österreich). Die Ortschaft hat 37 Einwohner (Stand 1. Jänner 2024). Heute liegt die Ortschaft zur Gänze auf dem Gebiet der Katastralgemeinde Freundsam; bis um die Wende zum 20. Jahrhundert galt jedoch auch die auf dem Gebiet der benachbarten Katastralgemeinde Gradenegg liegende Rotte Unterholz als Teil der Ortschaft Freundsam.

## Lage, Hofnamen
Die Ortschaft liegt im Südwesten des Bezirks Sankt Veit an der Glan, an einem Südhang östlich des Freundsamer Mooses bzw. nordwestlich von Gradenegg. Zu ihr gehören unter anderem die Höfe Tschiehaber (Nr. 1), Leitner (Nr. 2), Lussnitzer (Nr. 3), Hane (Nr. 4), Ebner (Nr. 5, 9), Lattmanig (Nr. 6), Schlossbauer (Nr. 7, das ist der ehemalige Meierhof neben der Burgruine Gradenegg), Silbernig (Nr. 8), Oberlercher (Nr. 10)  und Rupnig (Nr. 11).

## Geschichte
Die Burg Gradenegg wird ab Ende des 12. Jahrhunderts erwähnt. Der Ort Freundsam wird 1245 als Vreundesheim erwähnt. 1304 wird erstmals die Kirche Freundsam, eine Filialkirche der Pfarre Gradenegg, erwähnt. Neben der Kirche befand sich die Burg Freundsam, die aber schon früh verfiel und von der heute nicht einmal mehr Ruinen vorhanden sind. Ab dem 15. Jahrhundert wird der Hof Silbernig erwähnt, dessen Name vom Silberbergbau herrührt.
In der ersten Hälfte des 19. Jahrhunderts gehörte der Ort als Teil der Steuergemeinde Freundsam zum Steuerbezirk Gradenegg. Bei Gründung der Ortsgemeinden nach der Revolution 1848/49 kam die Ortschaft zunächst zur Gemeinde Glantschach und 1875 an die Gemeinde Sörg, durch deren Zusammenlegung mit der Gemeinde Liebenfels 1973 an die Gemeinde Liebenfels.

## Bevölkerungsentwicklung
Für die Ortschaft zählte man folgende Einwohnerzahlen:
- 1869: 20 Häuser, 140 Einwohner[4] (zunächst einschließlich von Unterholz)
- 1880: 15 Häuser, 120  Einwohner[5]
- 1890: 14  Häuser, 155 Einwohner[6]
- 1900: 15  Häuser, 161 Einwohner[7]
- 1910: 11  Häuser, 92 Einwohner[8] (ohne Unterholz, das nun zur Ortschaft Gradenegg gezählt wurde)
- 1923: 9 Häuser, 73 Einwohner[9]
- 1934: 77 Einwohner[10]
- 1961: 10  Häuser, 70 Einwohner[11]
- 2001: 14 Gebäude (davon 11 mit Hauptwohnsitz) mit 15 Wohnungen; 37 Einwohner und 0 Nebenwohnsitzfälle; 13 Haushalte; 0 Arbeitsstätten, 8 land- und forstwirtschaftliche Betriebe[12]
- 2011: 16 Gebäude, 44 Einwohner, 12 Haushalte, 0 Arbeitsstätten[13]
- 2021: 17 Gebäude, 33 Einwohner, 12 Haushalte, 6 Arbeitsstätten[14]

## Persönlichkeiten
- Hermann Göschler, geboren am 20. Februar 1915 in Freundsam Nr. 2, hingerichtet am 1. Dezember 1939 in Berlin-Plötzensee als Wehrdienstverweigerer aus Gewissensgründen (Zeuge Jehovas)[15]

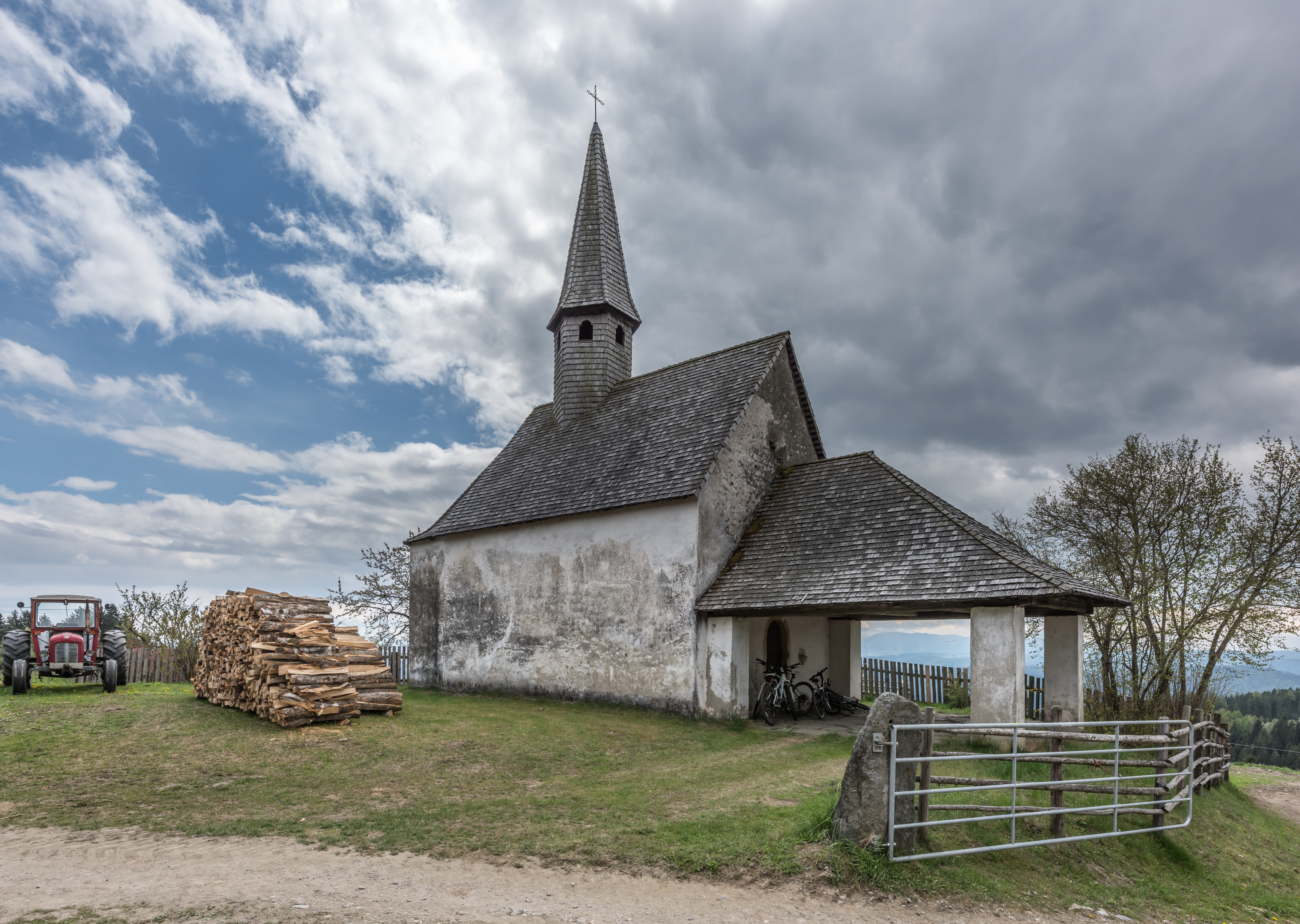
Filialkirche Freundsam
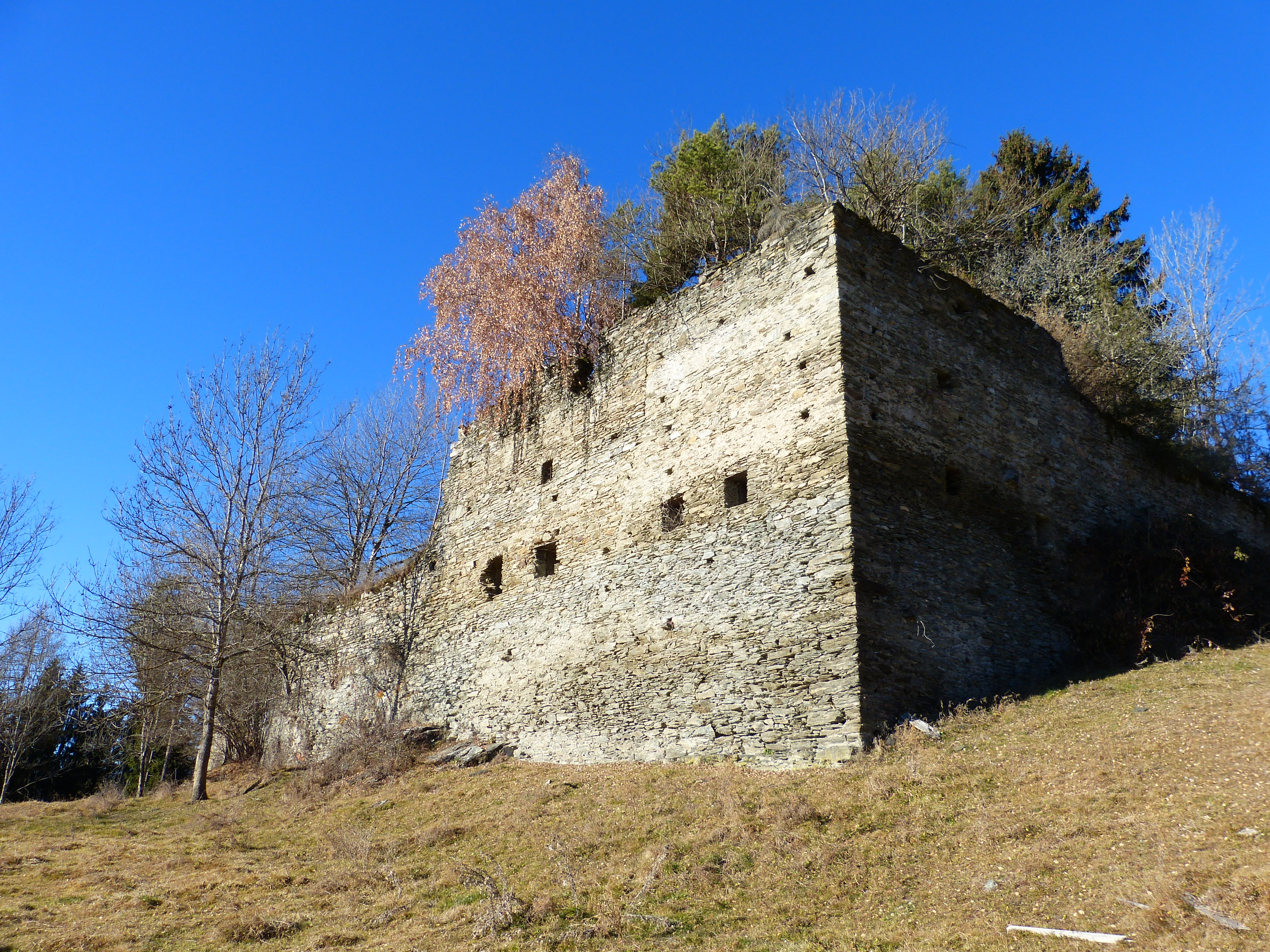
Burgruine Gradenegg
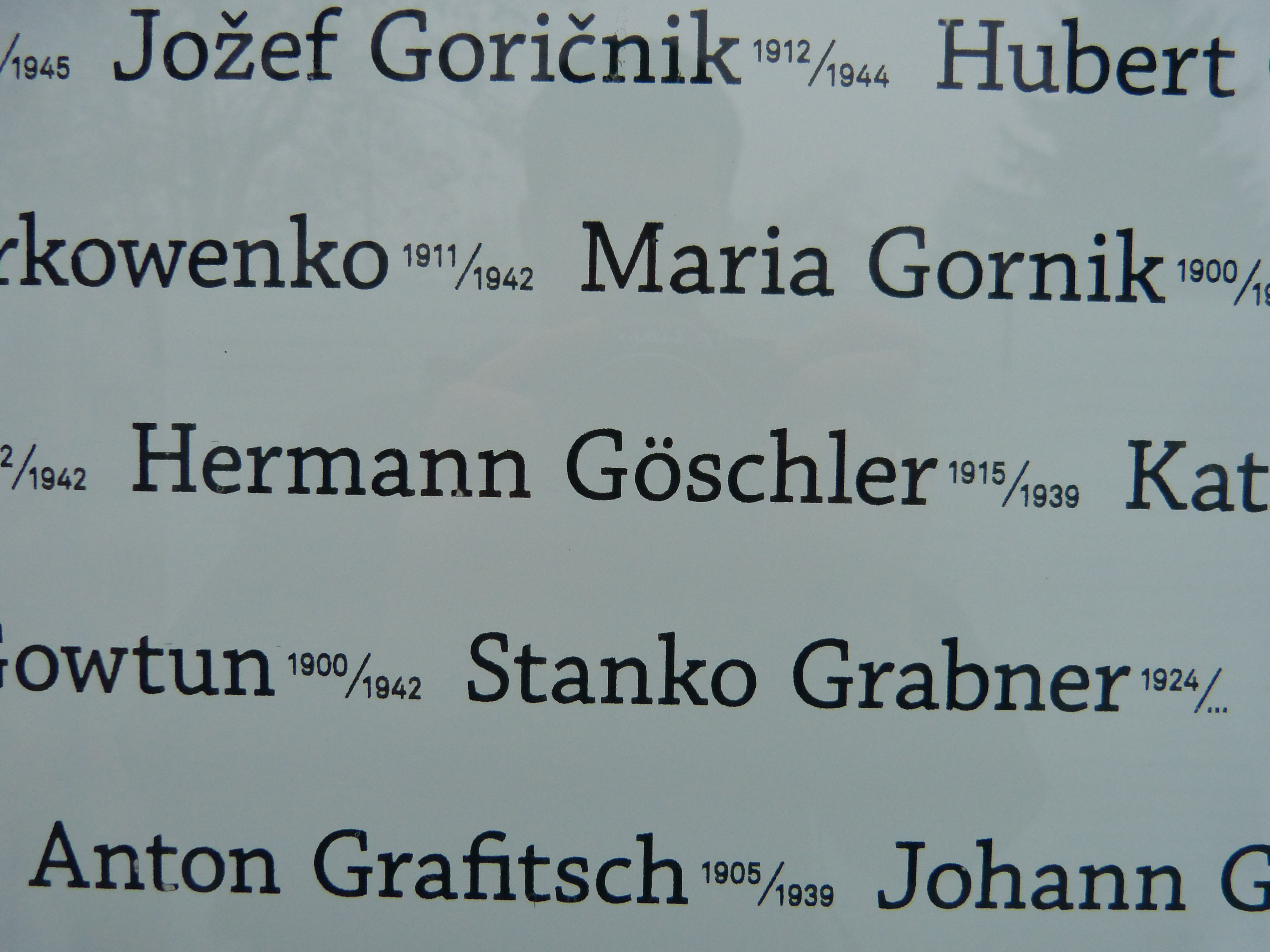
Hermann Göschler, erwähnt an NS-Opfer-Gedenkstätte Klagenfurt-Annabichl
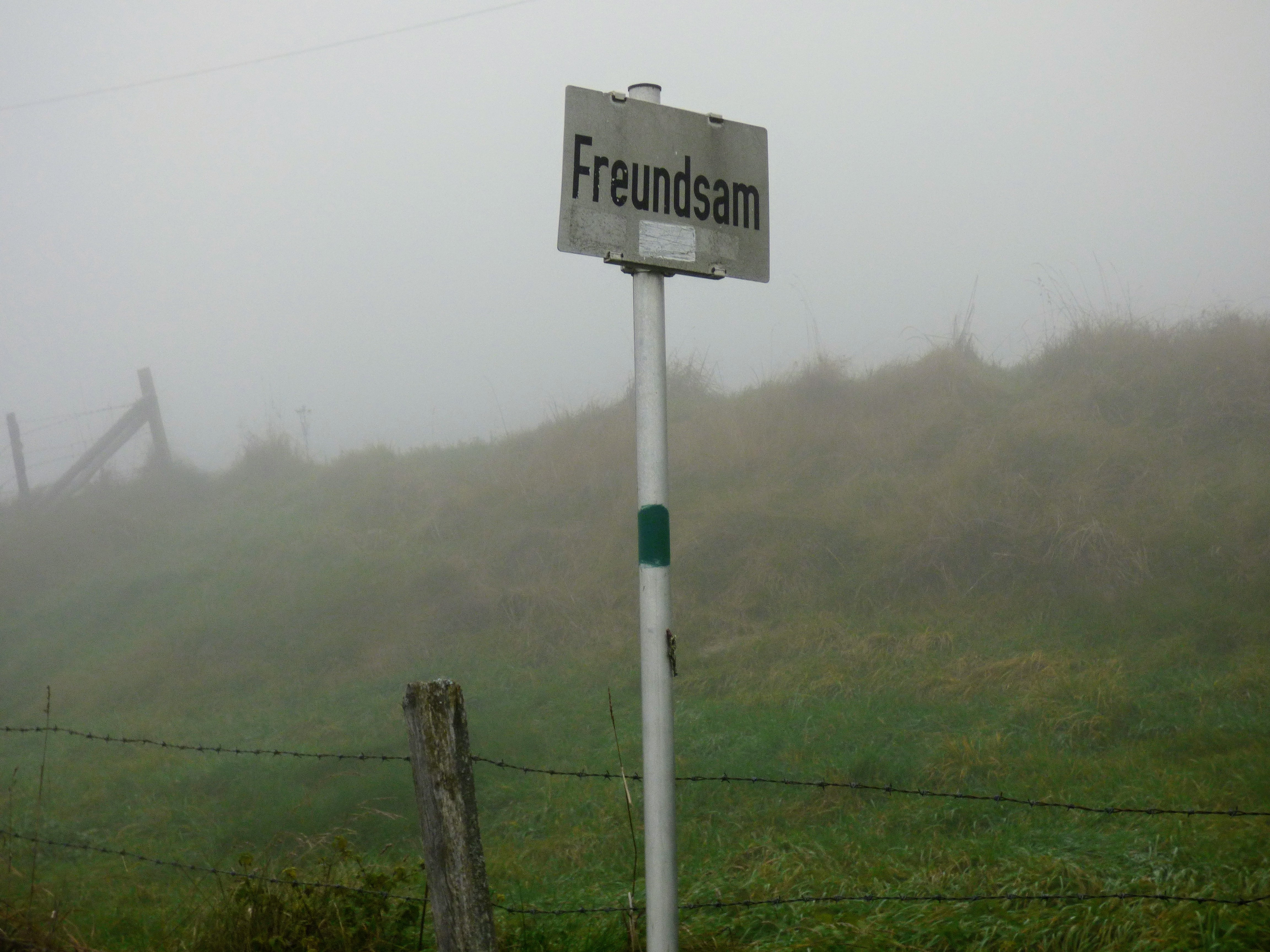
Ortsschild Freundsam
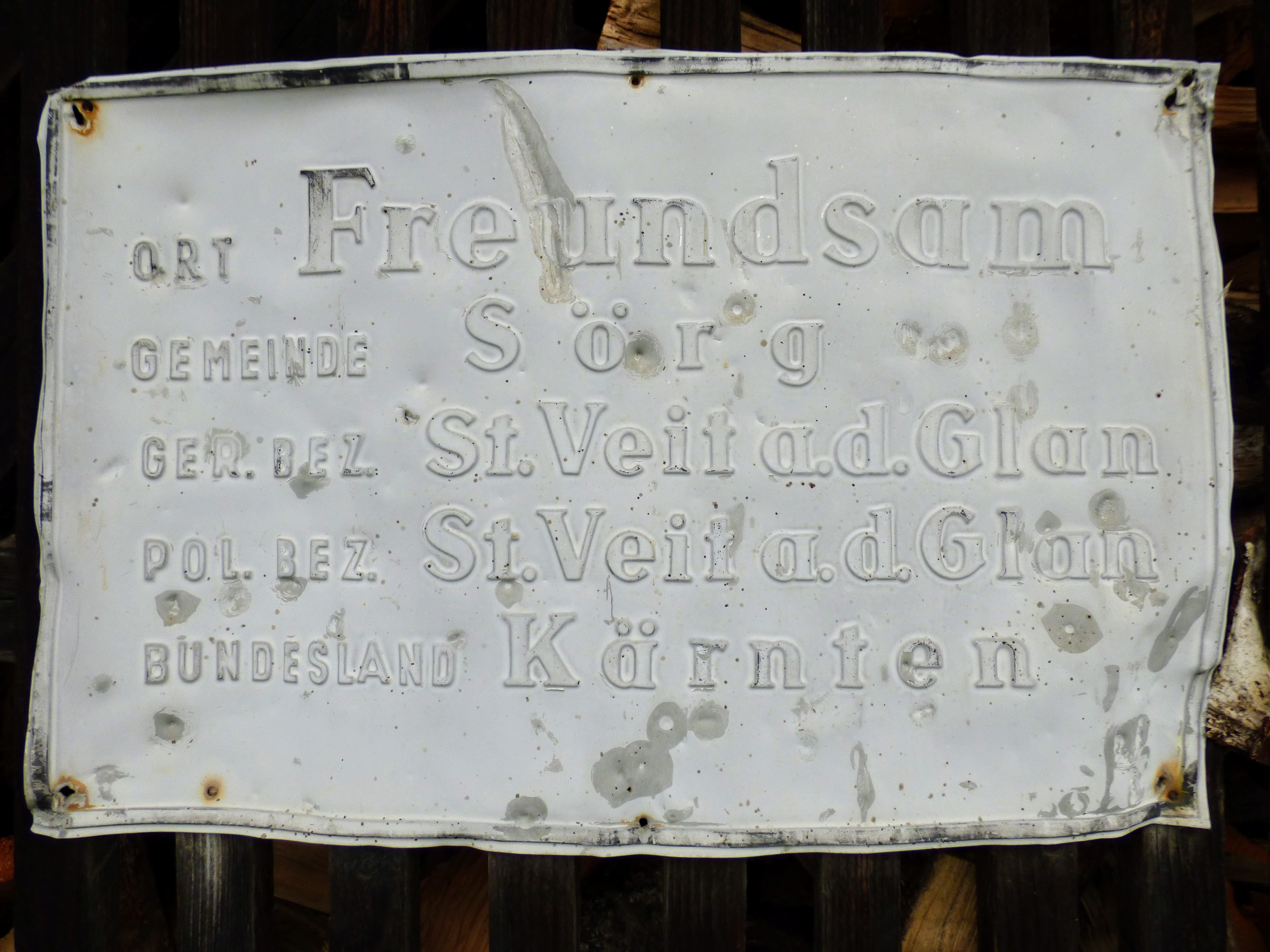
Ortschaftstafel (damals noch zur Gemeinde Sörg gehörend)
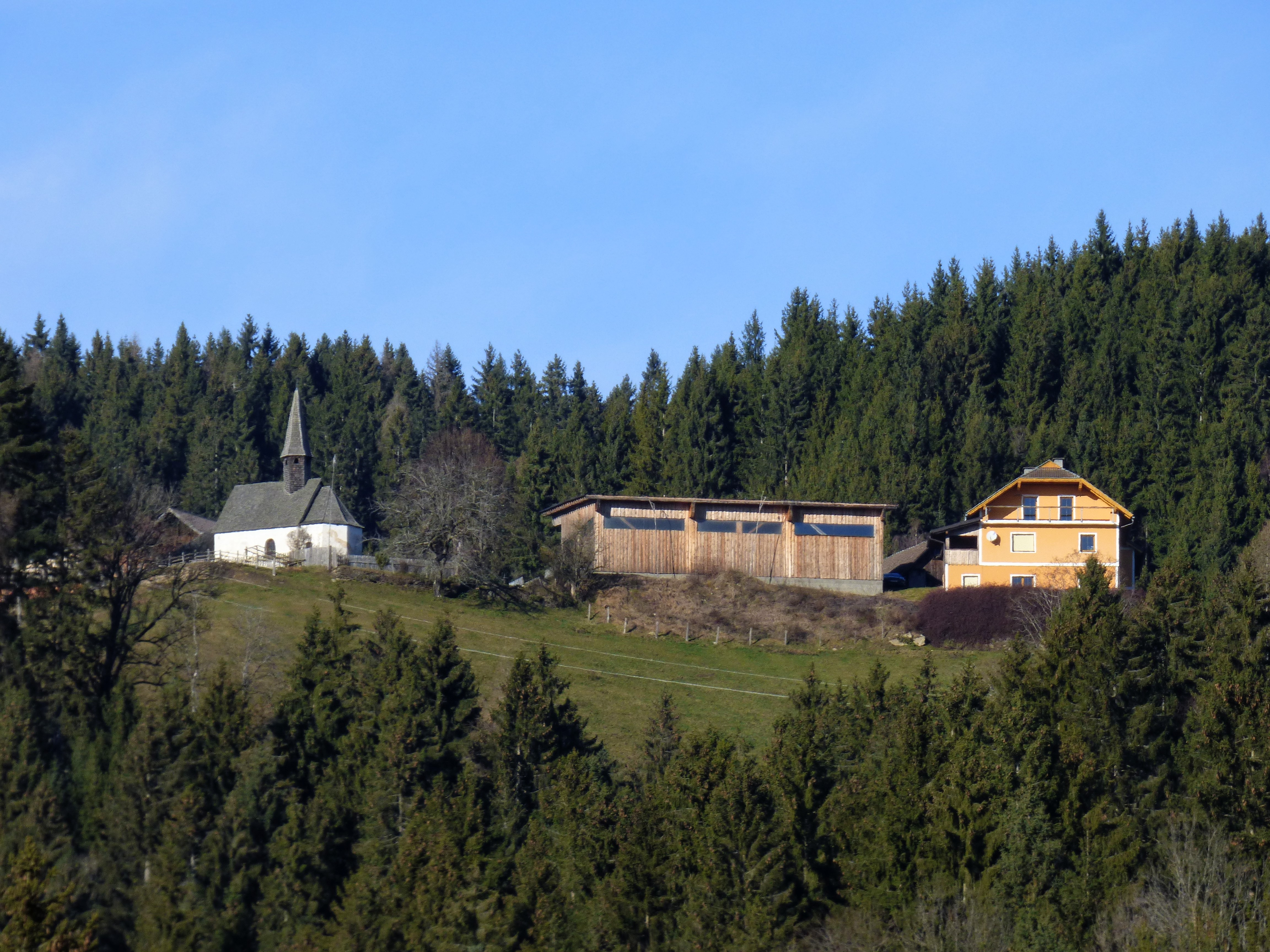
Kirche und Haus Nr. 9